# Jeune Famille
La sculpture en bronze de la Jeune famille, de style réalisme-socialiste, est exposée dans la ville de Gernrode (Allemagne).

## Site/position

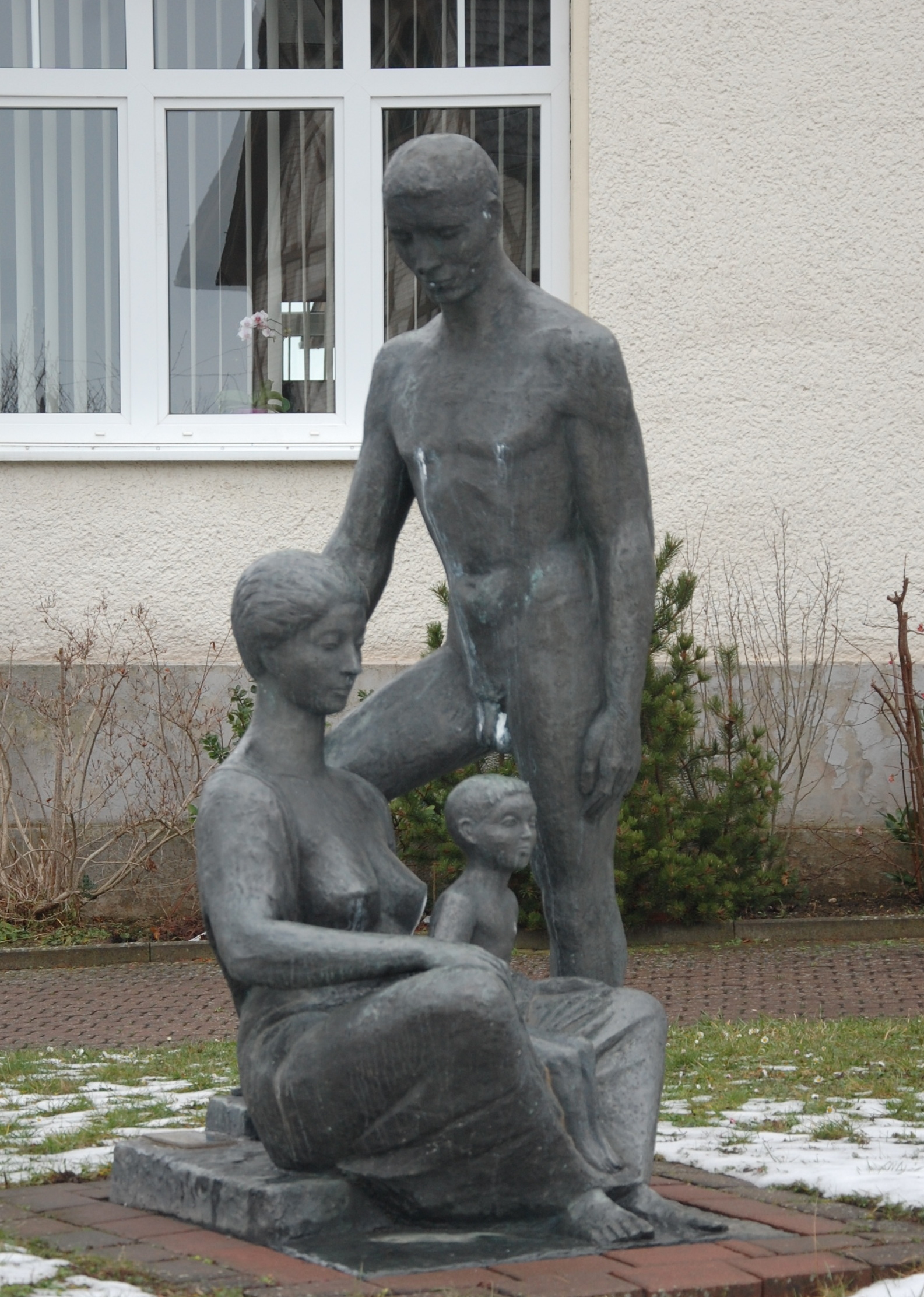
Bronze de la « Jeune famille ».

La sculpture se trouve à l'est du centre-ville de Gernrode en Saxe-Anhalt, 25 rue Otto-Franke. Cette sculpture est inscrite sur la liste des monuments historiques locaux.

## Réalisation et histoire
L'œuvre est en bronze et a été réalisée par l'artiste allemand Heinz Beberniss. Cet ouvrage de commande a été créé dans le style du réalisme socialiste et montre une jeune famille de 3 personnes. Le père est debout aux côtés de sa femme, assise et tenant leur enfant dans les bras, les trois sont nus. Cette famille est représentée comme un nu naturaliste.
La sculpture, aussi indiquée comme « Vater-Mutter-Kind » (Père-Mère-Enfant), se trouvait initialement devant le centre de vacances de la FDGB Fritz Heckert. Après la fermeture du centre en 1990 et l'abandon du site, la sculpture fut gardée en sécurité en 1999 et fut, plus tard, érigée de nouveau dans la cour d'un terrain au 25 rue de la gare (Bahnhofstrasse, 25) aujourd'hui 25 rue Otto Franke. Dans le passé, une villa non conservée se trouvait sur ce terrain.